# Oswaldo Piazza

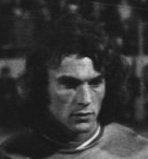
Piazza 1976 als Spieler

Oswaldo (seltener in der Schreibweise Osvaldo) José Piazza (* 6. April 1947 in Buenos Aires) ist ein ehemaliger argentinischer Fußballspieler und aktueller -trainer.

## Die Spielerkarriere

### Im Verein
Der 1,83 m große Oswaldo Piazza kam zu Beginn der Saison 1972/73 von CA Lanús zu AS Saint-Étienne und wurde Teil der Mannschaft, die die höchste Spielklasse Frankreichs über Jahre dominierte. Er begann dort als Rechtsaußen, wurde vom Trainernovizen Herbin aber noch in dieser ersten Spielzeit in die Abwehr vor dem ebenfalls 1972 bei der ASSE debütierenden Torhüter Ivan Ćurković eingebaut. Als Vorstopper bildete er gemeinsam mit Christian Lopez eine Innenverteidigung der Extraklasse und war darüber hinaus wegen seiner Vorstöße in die gegnerische Hälfte auch in der Offensive gefährlich. Seine „Markenzeichen“ waren die ungebändigt wehenden, langen Haare und ein Oberlippenbart; Piazza wird neben seiner unbedingten Einsatzbereitschaft (Dominique Rocheteau nannte ihn später „die Lokomotive“ der Mannschaft) eine außerordentlich positive und freundliche Einstellung zugeschrieben, was neben den sportlichen Leistungen zu seiner Beliebtheit bei den Fans beigetragen haben dürfte. Nicht viele Fußballer können sich damit schmücken, dass sie mit einem Chanson gewürdigt werden – bei dem Argentinier war das der Fall („Mon copain l'argentin“, 1979 von Bernard Sauvat aufgenommen; siehe Weblink unten).
Bereits in seinem zweiten Jahr bei den Verts aus Saint-Étienne wurde er zum ersten Mal französischer Meister, dazu Pokalsieger und somit auch Gewinner des Doublé. 1975 konnte er diesen dreifachen Erfolg wiederholen, 1976 in der Meisterschaft und 1977 im Pokal dieser Bilanz seine Titel Nummer sieben und acht hinzufügen. Im Pokalfinale 1975 war er es, der nach knapp 70 Minuten das erlösende 1:0 gegen Lens erzielte und seine Mannschaft dadurch auf die Siegerstraße brachte.

Auch auf europäischer Ebene stand er seinen Mann, erreichte mit seiner ASSE im Landesmeisterpokal 1975/76 sogar das Endspiel, das allerdings gegen Bayern München 0:1 verloren wurde.
1975 wählten die Juroren von France Football den Argentinier zum besten ausländischen Spieler des Jahres; und die Redaktion der Fachzeitschrift Onze Mondial berücksichtigte ihn 1976 und 1977 in ihrer Europa-Elf des Jahres. Bei Saint-Étienne hat er mit zahlreichen „Großen“ des damaligen französischen Ligafußballs wie Janvion, Larqué, Hervé Revelli, Bathenay und Santini zusammengespielt.
Nach sieben Jahren an der Loire kehrte Piazza 1979 in seine Heimat zurück und spielte dort drei Jahre für Vélez Sársfield.
Mit 35 nahm er, wieder in Frankreich, die Trainerausbildung auf und war bei der AS Corbeil-Essonnes, einem Zweitligisten aus der Pariser Banlieue, noch ein letztes Jahr als Spielertrainer tätig.

#### Stationen
- CA Lanús (bis 1972)
- AS Saint-Étienne (1972–1979)
- Vélez Sársfield (1979–1982)
- AS Corbeil-Essonnes (1982/83, als Spielertrainer)

### In der Nationalmannschaft
Oswaldo Piazza bestritt in der zweiten Hälfte der 1970er Jahre 15 Länderspiele für die argentinische Nationalelf. Trainer Menotti berief ihn auch in den Kader für die WM in Argentinien; aus persönlichen Gründen musste der Abwehrspieler aber vor diesem Turnier absagen.

## Der Trainer
In dieser neuen Funktion hat Oswaldo Piazza hauptsächlich in Südamerika gearbeitet; die einzelnen Stationen sind dabei bisher nicht lückenlos zu ermitteln, aber er gewann auch jenseits der Seitenlinie mehrere Titel. In der Saison 1990/91 trainierte er den argentinischen Zweitligisten Almirante Brown; 1992/93 wurde er mit Olimpia Asunción Meister von Paraguay und drang mit dem Außenseiter bis ins Endspiel der Copa Libertadores vor, das gegen Piazzas Ex-Klub Vélez Sársfield verloren wurde. Bei letzterem war er in der Spielzeit 1995/96 höchst erfolgreich, gewann sowohl Apertura als auch Clausura (die argentinischen Meisterschaften im ersten und zweiten Spielhalbjahr) sowie die Supercopa Sudamericana. 1997/98 wurde er mit UD Lima peruanischer Meister, von 2000 bis 2002 wirkte er bei Independiente aus Avellaneda, einer Vorstadt von Buenos Aires, und kehrte danach zu UD Lima zurück.
Nachdem er schon im Jahr 2000 ein heißer Kandidat auf den Trainerstuhl bei seiner AS Saint-Étienne gewesen war, machten seine Verts ihn 2004 in offizieller Funktion zu ihrem Beobachter des südamerikanischen Spielermarktes.
Außerdem ist er derzeit (April 2006) auch Sportdirektor beim argentinischen Zweitligisten Talleres de Córdoba.

## Palmarès

### Als Spieler
- Französischer Meister: 1974, 1975, 1976
- Französischer Pokalsieger: 1974, 1975, 1977
- Europapokal der Landesmeister: Finalist 1975/76
- insgesamt 22 Spiele im europäischen Landesmeister- und 2 Spiele im Pokalsiegerwettbewerb, 2 Treffer
- 244 Einsätze und 19 Tore in der Division 1
- Bester ausländischer Spieler in der Division 1: 1975
- 15 A-Länderspiele für Argentinien

### Als Trainer
- Argentinischer Meister: 1995 (A), 1996 (C)
- Paraguayischer Meister: 1993
- Peruanischer Meister: 1998
- Gewinner der Supercopa Sudamericana: 1996